# Ehwaz
Ehwaz is de negentiende rune van het oude futhark. De klank is 'E'. Ehwaz is de derde rune van de derde Aett. De rune betekent Paard.
De rune staat voor vertrouwen en loyaliteit, voor de doorgang, overgang en beweging, van veranderingen, nieuwe woonplaatsen, nieuwe standpunten of een nieuw leven. Het betekent ook beweging in de zin van vervolmaken of verbeteren van een situatie.

## Karaktercodering
| Unicode Codepoint | U+16d6                  |
| Unicode-Name      | RUNIC LETTER EHWAZ EH E |
| HTML              | &#5846;                 |